# Ivan Bakhar
Ivan Bakhar (tiếng Belarus: Іван Бахар; tiếng Nga: Иван Бахар; sinh 10 tháng 7 năm 1998) là một cầu thủ bóng đá Belarus. Tính đến năm 2017, anh thi đấu cho Minsk.